# Conflict: Desert Storm
Conflict: Desert Storm è un videogioco sparatutto in terza persona ambientato durante la guerra del Golfo. È stato sviluppato dalla Pivotal Games e poi distribuito in Europa dalla SCi Games il 13 settembre 2002.

## Trama
La trama è incentrata su 4 soldati delle forze speciali, Delta Force (US Army) o SAS (British Army), e sugli incarichi che sono chiamati a svolgere durante la Guerra del Golfo del 1990-91. 
Le missioni in cui sono inviati si svolgono principalmente dietro le linee nemiche e consistono essenzialmente in sabotaggi (di basi nemiche, installazioni strategiche, comandi, ecc.), distruzioni e/o disattivazioni, soprattutto di rampe di missili SCUD e ADM (Armi di Distruzione di Massa) - MDW (Mass Destruction Weapons in inglese), salvataggi, perlustrazioni e uccisioni.
Gli eventi, per una sequenza temporale esatta, devono essere intrecciati con quelli di Conflict: Desert Storm II e si svolgono in oltre 20 missioni.
Dopo la scelta del reparto (Delta Force o SAS), può essere svolto l'addestramento, facoltativo ma utile per imparare i movimenti, gli ordini e l'uso delle armi.

### Prologo (solo cinematica)
La campagna vera e propria comincia la notte tra il 1º e il 2 agosto 1990, quando l'Iraq invade il Kuwait provocando lo scoppio della guerra del Golfo. Due soldati, il caporale Paul Foley (cecchino) e un altro innominato, sono inviati a far saltare un ponte per rallentare l'avanzata degli iracheni ma sono scoperti e nella sparatoria che ne segue il soldato sconosciuto rimane ucciso, mentre Paul Foley è ferito e catturato.

### Invasione del Kuwait
All'alba del 2 agosto il sergente Bradley è inviato a liberare Foley, recuperare il C4 e far saltare il ponte; per completare la missione i due devono eliminare l'intero reparto a presidio del ponte prima di raggiungere la LZ per il recupero con l'elicottero.

### Salvataggio
Una volta completata la missione al ponte Bradley e Foley sono a Kuwait City, quando ricevono una chiamata con l'ordine di salvare l'emiro del Kuwait Jaber III, caduto in un'imboscata preparata dagli iracheni presenti in città, durante la quale la scorta del sovrano è interamente massacrata; Bradley e Foley dovranno quindi raggiungere l'emiro, ricongiungersi con il caporale Mick Connors, mitragliere e addetto alle armi pesanti, e scortare Jaber III al punto di raduno, combattendo contro la fanteria, blindati e corazzati che hanno invaso la città per raggiungere la LZ per l'evacuazione.
L'emiro sarà un personaggio non giocabile, ed essendo disarmato potrà solo muoversi, secondo gli ordini impartiti, e non combattere.
Vi è poi un salto temporale di diversi mesi.

### Desert Storm
All'alba del 17 gennaio 1991, poche ore dopo la scadenza dell'ultimatum dato dalla Coalizione (nome dell'alleanza sotto egida ONU a guida americana di Paesi Occidentali e loro affiliati e alcuni Paesi Arabi vicini agli USA), la squadra, a cui si aggiunge il caporale David Jones, geniere e medico, è inviata nella base aerea di An-Nagaf, reale base dell'aviazione irachena, con il compito di sabotare i depositi di carburante della base, e se possibile anche gli aerei presenti, per garantire la superiorità aerea alleata; dopo la distruzione delle riserve di carburante si dovrà raggiungere il mainframe, sito all'interno del comando della base, scaricare i dati di lancio degli SCUD e cancellarli. Bisogna anche eliminare le postazioni SAM a difesa della base per permettere l'attacco di un elicottero Apache per distruggere un radar di preallerta. La missione si conclude con l'uscita dall'area e il recupero in elicottero.

### Punto Osservazione nel deserto
Il 19 gennaio il reparto è inviato nei pressi di Al-Qaim con il compito di distruggere un amplificatore di segnale, utilizzato dagli iracheni per le trasmissioni strategiche, nonché la distruzione di un convoglio di rampe SCUD, scortata da BMP uniti alla fanteria, che sono posti anche a difesa degli SCUD già in posizione, che dovranno essere distrutte, come le piattaforme AA dislocate nell'area.
Nella successiva missione, l'azione si sposta nell'area che durante la Guerra del Golfo era identificata come SCUD Boulevard.

### Scud Boulevard
La missione si svolge tra il 21 e il 22 gennaio 1991. È divisa in due parti, la prima nel cosiddetto SCUD Boulevard, nelle mappe tattiche di Desert Storm denominata Area 1, la seconda, "Viale degli Scud", denominata invece Area 2.
L'obiettivo della squadra è l'infiltrazione dietro le linee nemiche con il compito di distruggere le rampe SCUD, lì posizionate per lanciare i missili contro Israele, per costringerlo ad entrare in guerra e così spezzare il delicato equilibrio dei vari componenti la Coalizione, in cui molti Paesi Arabi avevano accettato proprio con la clausola che Israele fosse "tenuto fuori dalla vicenda".
La prima parte si svolge il 21 gennaio nell'Area 1, dove si dovrà affrontare fanteria e blindati a presidio degli SCUD, prima di distruggerli.
La seconda si svolge il 22 gennaio, e anche qui si avrà a che fare con la fanteria, anche in posizioni fortificate con mitragliatrici pesanti, BMP, corazzati ed elicotteri, prima di distruggere i missili e raggiungere la zona di evacuazione.
Bisogna prestare molta attenzione alle munizioni poiché al termine della prima parte non si ricevono approvvigionamenti, quindi la seconda incomincerà con quelle rimaste alla fine della prima.

### Schianto e incendio
Durante il volo di rientro dalla missione di ricerca e distruzione degli SCUD, l'elicottero - un UH-60 Black Hawk - su cui vola la squadra viene abbattuto e il compito del team è difendere la posizione e i due piloti dalle forze corazzate, aeree e di fanteria irachene fino all'arrivo dell'elicottero di salvataggio.
Una vicenda simile è ritratta nella trama del film "Il coraggio della verità", con Denzel Washington nei panni di un ufficiale dello US Army, incaricato di investigare su un incidente che durante Desert Storm aveva visto coinvolto un elicottero medevac e l'equipaggio, il cui comandante e pilota è impersonato da Meg Ryan.

### Operazioni segrete
Successivamente la squadra sarà inviata in una missione di salvataggio a Baghdad, il cui scopo è la liberazione di tre prigionieri di guerra, che gli iracheni vogliono utilizzare come scudi umani in caso di bombardamenti alleati sulla capitale. Durante tale missione si avranno come avversari anche uomini dei servizi segreti nemici, i quali sono armati ma non indossano uniforme.
La missione prende spunto da una reale operazione svolta all'epoca da soldati del SAS.

### Difesa patriottica
La missione si svolge il 31 gennaio 1991 durante la battaglia di Khafji. Il compito assegnato al reparto è l'eliminazione della fanteria e dei corazzati irakeni, che hanno invaso la cittadina al confine tra Kuwait e Arabia Saudita, con lo scopo di fermare il tentativo d'occupazione.
Per compiere questa missione avranno a disposizione anche il supporto di artiglieria, con un MLRS pronto a intervenire appena riceve le coordinate del bersaglio.

### Sull'orlo
La missione successiva, come altre divisa in due parti, ha luogo alla periferia di Baghdad e, invece di Jones, vi si unirà il Dott. Franklin, esperto di Armi di Distruzione di Massa (MDW in inglese Mass Destruction Weapons), incaricato di rintracciare dette armi e disabilitarle. La prima parte si svolge nei sobborghi e l'obiettivo è l'infiltrazione in un complesso dove si sospetta l'assemblamento di testate nucleari, e la protezione del Dott. Franklin. Ci si dovrà fare largo tra fanteria, blindati e cecchini per raggiungere un condotto fognario per poter accedere all'impianto.
Una volta all'interno dovranno essere eliminate tutte le guardie, presenti sia in strada che sulle torrette e sui muri, prima di accedere alla fabbrica vera e propria. Dopodiché dovrà essere setacciata l'intera struttura e rintracciare la testata nucleare e disabilitarla. Anche qui si avrà a che fare con fanteria e blindati a presidio dell'area. Smantellata la testata si dovrà tornare nell'area di preingresso per l'evacuazione.

### Contrattacco/Luci spente
L'ultima missione si svolge presso il Comando in Capo delle forze irachene ed è ambientata nei pressi e all'interno di una fortezza che ricorda il Castello di Kerak il 2 marzo 1991. L'obiettivo è eliminare il generale Aziz, comandante in capo delle forze armate irachene, il quale ha una straordinaria somiglianza coll'allora dittatore iracheno Saddam Hussein, per costringere l'esercito nemico ad accettare la resa incondizionata.
L'obiettivo della prima parte è l'infiltrazione nell'area e l'avvicinamento alla fortezza. Anche qui si avrà a che fare con fanteria e cecchini, che facendo parte delle unità di élite, quasi certamente la Guardia Repubblicana, sono equipaggiati con visori notturni (la missione inizia all'alba del 2 marzo). Eliminate le forze all'esterno si dovrà accedere al castello da un condotto di scarico, poi percorrere i sotterranei, fortemente presidiati dalla fanteria, anche in postazioni rinforzate e armate con mitragliatrici pesanti; di seguito dovranno essere eliminati i corazzati e la restante fanteria prima di raggiungere il torrione dove è sito il centro operativo, al cui interno vi è il generale Aziz.
Durante il percorso dovranno anche essere distrutte, o comunque disabilitate, le rampe SAM posizionate in vari punti. Tale obiettivo è fondamentale per l'espletamento del compito principale, cioè l'eliminazione di Aziz: è infatti previsto il bombardamento del centro comando con GBU, Bradley infatti è equipaggiato con un designatore LASER, per "illuminare", come si dice in gergo, il torrione al cui interno si trova il bunker del Comando. In caso che Aziz non muoia nel bombardamento, lo si può sempre uccidere sparandogli.
Riguardo all'ambientazione nel Kerak, si pone la questione se essa sia stata voluta oppure sia dovuta a un errore o qualche altro motivo (ad es. Per la suggestione legata al luogo, costruito all'epoca delle Crociate dai templari), la fortezza infatti si trova alla periferia della cittadina di Al-Kahrak,
sita in Giordania, a distanza di alcune centinaia di km dal confine iracheno e quindi è da ritenersi assai improbabile che l'Esercito Iracheno avesse insediato il proprio comando così distante e impossibile da difendere, in territorio di Nazione che, benché non involta nella guerra, intratteneva ottimi rapporti con l'Occidente, grazie all'allora regnante Re Husayn I, padre dell'attuale re Re Abd Allah II di Giordania, ponendosi spesso quale intermediario con molti Paesi Arabi, in ragione della politica moderata riguardo alla religione, ma che non avrebbe concesso in nessun caso l'ingresso o il sorvolo all'Irak, considerato comunque Paese ostile.
Il gioco finisce con l'emiro del Kuwait che ringrazia gli alleati per aver liberato il suo Paese e un ufficiale che si congratula con la squadra per le ottime prestazioni sul campo di battaglia.

## Modalità di gioco
Il gioco comprende quattro missioni d'addestramento, facoltative ma consigliabili per imparare a destreggiarsi con armi e tattiche delle forze speciali e naturalmente per imparare i comandi individuali e di squadra da impartire. L'addestramento è ambientato in una base militare negli Stati Uniti tra il luglio e l'agosto 1990 e i soldati vengono addestrati da due severi sergenti istruttori, Franks e Boothe. 
Quando si inizia la campagna al giocatore è data la possibilità di scegliere se comandare una squadra dello Special Air Service, forze speciali dell'esercito britannico, ovvero della Delta Force, forze speciali dell'esercito statunitense. I quattro componenti della squadra sono però sempre gli stessi: il sergente John Bradley, caposquadra e fuciliere, il caporale Paul Foley, letale tiratore scelto, il caporale Mike Connors, mitragliere ed esperto in armi anticarro, e infine il caporale David Jones, geniere, esperto in demolizioni e medico ufficiale della pattuglia. Ogni soldato ha un profilo, che viene aggiornato al termine di ogni missione. Tutta una serie di fattori, quali i colpi sparati, la precisione dei tiri, le uccisioni, quante volte si viene feriti o "uccisi" in azione, l'aver evitato o meno di colpire civili nell'area, e altri ancora, influiscono sullo stato di servizio e provocheranno l'assegnazione di medaglie al valore e/o promozioni per merito. Bradley potrebbe per esempio raggiungere un grado da ufficiale e i suoi compagni i vari gradi di sergente.

### Caratteristiche
- Guidare la squadra, composta dal caposquadra, dal geniere, dal cecchino e dall'addetto in armi pesanti, contro la potenza nemica.
- Chiedere bombardamenti aerei, assumere il controllo dei veicoli e partecipare ad alcuni dei combattimenti più sanguinosi.
- Osservare il livello d'esperienza della squadra da aumentare al termine di ogni missione.
- IA senza precedenti che controlla il comportamento dei nemici e dei propri compagni.
- Scenari urbani, desertici e al chiuso realizzati con grafica ed effetti visivi realistici.
- Sopravvivere a 15 missioni impegnative, ognuna aperta a più soluzioni.
- Modelli fisici e balistici reali che simulano accuratamente le difficoltà del combattimento.
- Effetti sonori ed esplosioni basati sulle armi reali delle forze speciali.
- Gioco online presente nella versione per PC.
- Modalità cooperativa fino a 4 giocatori nelle versioni per Xbox e Nintendo Gamecube.

## Accoglienza
Secondo un dato del luglio del 2006, le copie del prodotto vendute per PlayStation 2 sono circa 800 000.